# Hizbollah
För andra betydelser, se Hizbollah (olika betydelser).

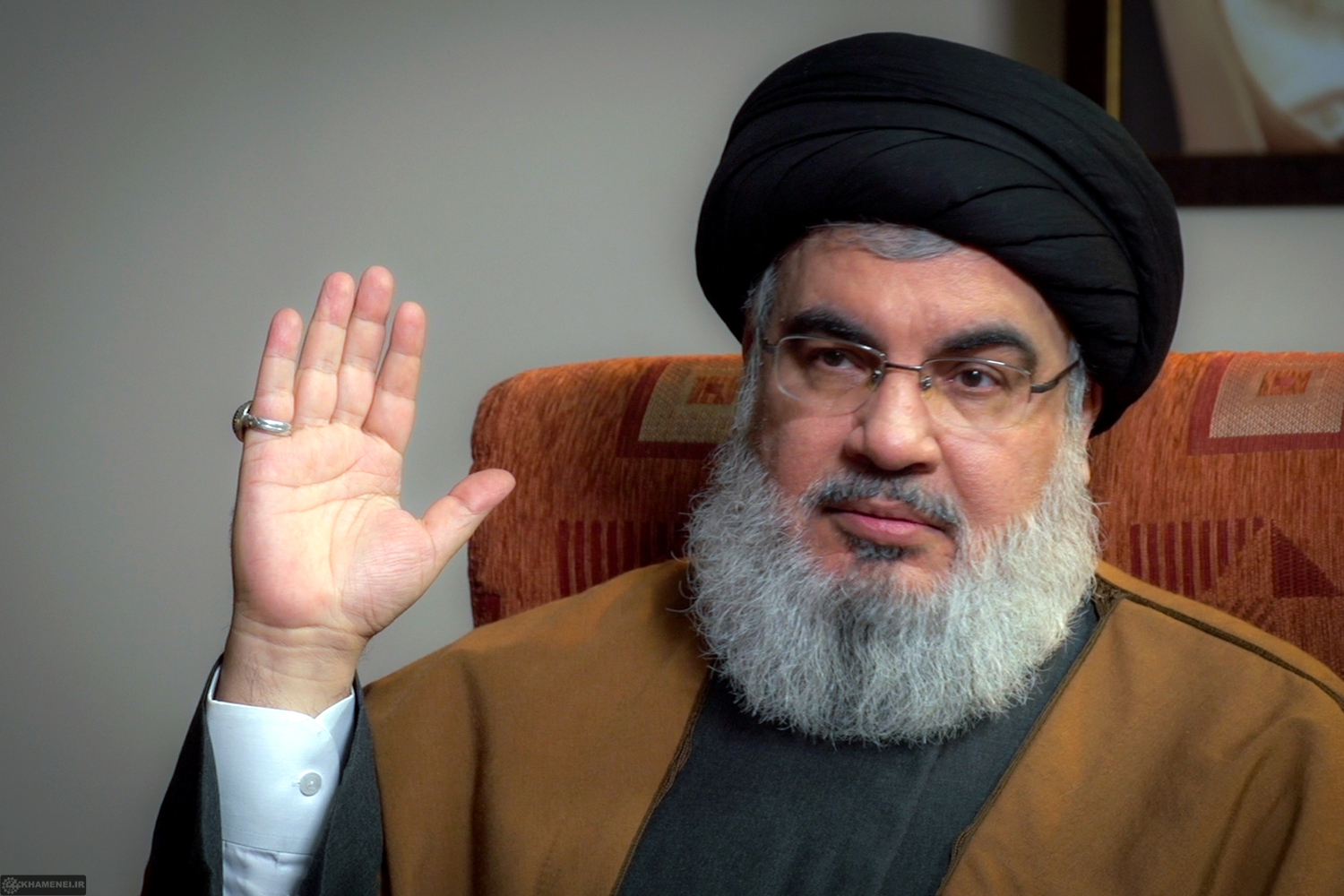
Hassan Nasrallah var Hizbollahs ledare från 1992 och fram till sin död 27 september 2024.

Hizbollah (arabiska: حِزبُ الله, Hizb Allah, "Guds parti") är en militant shiamuslimsk organisation i Libanon, som även består av en politisk del och många sociala grenar. Den följer en shiaideologi inspirerad av ayatolla Ruhollah Khomeini, ledaren för den islamiska revolutionen i Iran. Hizbollah är allierad med Iran, Syrien, Ryssland, Nordkorea, Venezuela, Nicaragua och shiamiliser i Irak; med djupa militära och ekonomiska samarbeten. Hizbollah framträdde först under inbördeskriget i Libanon som en milis av shiiter som var anhängare av ayatolla Khomeini samt utbildade, organiserade och finansierade av en kontingent ur Irans revolutionsgarde. Hizbollahs två huvudsakliga mål är att utrota västerländsk kolonialism i Libanon, och att föra dem inför rätta som begick grymheter under kriget, särskilt falangister. Hizbollah önskar se Israels upplösande, då de betraktar Israel som en olaglig statsbildning. Dock ser man detta primärt som en "palestinsk fråga" och Hizbollahs tidigare ledare (Sayed) Hassan Nasrallah sade att man inte ämnar sabotera en eventuell framförhandlad tvåstatslösning.
Hizbollah är officiellt listad som en terrororganisation av USA, Storbritannien, Australien, Israel, Paraguay, Uruguay, Venezuela, Nederländerna, Argentina, Kanada, Frankrike, Arabförbundet, Gulfstaternas samarbetsråd och Europeiska unionen. 
Hizbollah har folkligt stöd bland shiiter i Libanon och har mobiliserat demonstrationer med hundratusentals deltagare. Dessutom mottar Hizbollah vapen, utbildning och ekonomiskt stöd från Iran och har "agerat med Syriens välsignelse" sedan slutet av inbördeskriget.
Hizbollahs väpnade gren misstänks ha legat bakom bombattentaten mot amerikanska och franska fredsbevarande trupper under det libanesiska inbördeskriget, bombningen av den israeliska ambassaden i Buenos Aires och kapningen av TWA Flight 847 den 14 juni 1985 som flög från Aten med destination Rom. Enligt Svenska Dagbladet, 13 juli 2006, har Hizbollah fått sin tunga militära utrustning av Iran, däribland raketartilleri och sjömålsrobotar som kom till bruk under striderna med Israel juli–augusti 2006. Denna militärmateriel fraktas genom Syrien till södra Libanon, vilket enligt SvD kräver den syriska regeringens aktiva deltagande. Hizbollah har sagt sig vara beredda att lägga ner sin militära gren om Israel återlämnar Shebaaområdet, släpper alla libanesiska fångar samt överlämnar kartor över de minfält som man lade ut i södra Libanon 1983–2000.
Hizbollah, som började som enbart en milis, har växt till en organisation som har platser i Libanons regering, en radiostation och en TV-station, al-Manar, med internationella sändningar och program för social utveckling. Mellan 1992 och 2024 leddes organisationen av sayyed Hassan Nasrallah, dess generalsekreterare. Nasrallah dödades av israelisk militär i en attack mot Hizbollahs högkvarter. Efter hans död pekades Nasrallahs kusin, Hashem Safieddine, ut som Hizbollahs nästa ledare. Denne dödades dock i en israelisk attack i början på oktober.
Vid sidan av den militära rörelsen har Hizbollah en civil gren som har en social verksamhet med sjukhus, skolor, barnhem samt radio- och TV-stationer. Den politiska grenen av Hizbollah har (2023) 15 mandat i det libanesiska parlamentet och ingår i den libanesiska regeringen.
Partiet är framförallt aktivt i Bekaadalen, Beiruts södra förorter och södra Libanon. Organisationen finansieras till stora delar av näringslivsverksamhet, särskilt inom byggsektorn, och privata gåvor men antas också få medel av Iran och Syrien. Hizbollah har haft återkommande direkta strider med IDF men den 12 juli 2006 i samband med Libanonkriget 2006 bröt mer intensiva och långvariga strider ut.
Efter 2012 deltar Hizbollah med stridande trupp i det syriska inbördeskriget på Assad-regeringens sida och har därvid lidit betydande förluster i döda och sårade. Motståndet mot Israel har därför trappats ned dramatiskt. Arabvärldens tidigare stöd för organisationen har ersatts av en sekteristisk splittring mellan sunni och shia.

## Bakgrund

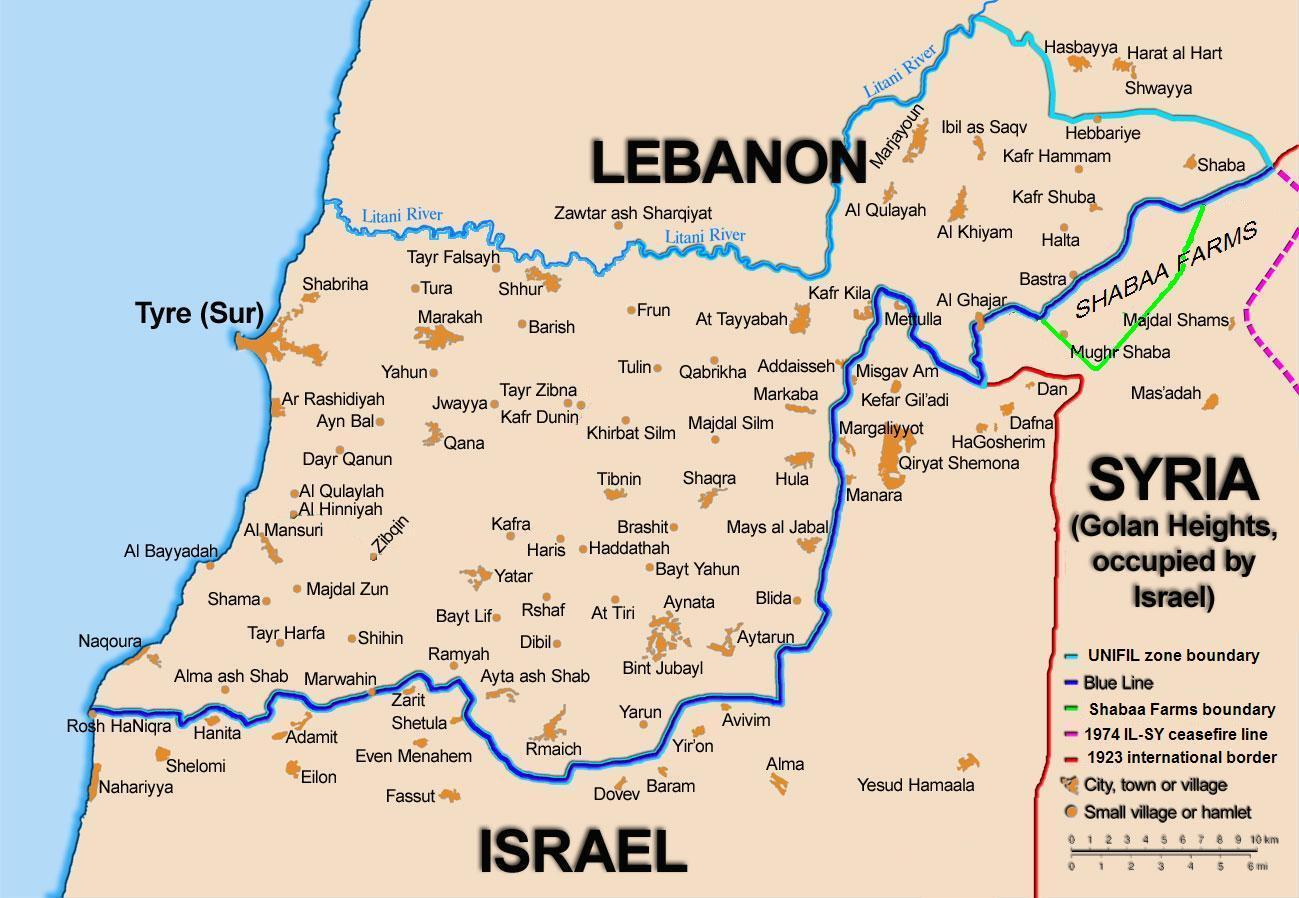
Karta över södra Libanon, med Blå linjen och Litanifloden, 2006

Hizbollah organiserar ett omfattande program för social utveckling och sköter sjukhus, nyhetstjänster och skolor. Dess kampanj för återuppbyggnad  
('Jihad Al Binna') ansvarar för många projekt för utveckling av ekonomi och infrastruktur i Libanon.
Att få ett slut på Israels ockupation av södra Libanon var huvudsakligt fokus för Hizbollahs tidiga verksamhet. Israel hade blivit militärt inblandat i Libanon i strider mot PLO, som hade flyttat in i södra Libanon efter att kastats ut från Jordanien. PLO hade attackerat Israel från södra Libanon under upptakten till inbördeskriget 1982, och Israel hade invaderat och ockuperat södra Libanon och belägrat Beirut.
Därefter försökte Hizbollah köra ut Israel från Libanon. I början användes självmordsbombningar mot Israels militär (IDF) och även mot judiska och israeliska mål utanför Libanon. Hizbollah anses ha varit bland de första islamiska motståndsgrupperna som använde taktiska självmordsbombare, mord och tillfångatagande av utländska soldater i Mellanöstern. Men gradvis förvandlades Hizbollah till en paramilitär organisation och använde raketer, Katiusja, och andra sorters raketsystem och detonationer av sprängladdningar istället för tillfångataganden, mord, kapningar, och bombningar. Hizbollah har också utsatts för mord och bortföranden av Israel. Hizbollahs våldshandlingar karakteriseras av vissa länder som terroristattacker, medan andra ser dem som en motståndsrörelse som bedriver försvarskrigföring eller i religiös tolkning defensivt jihad. Människorättsorganisationerna Amnesty International och Human Rights Watch har anklagat såväl Hizbollah som Israel för krigsförbrytelser mot civila i stridigheterna parterna emellan.
Anhängare till Hizbollah rättfärdigar Hizbollahs attacker mot Israel på flera grunder. För det första rättfärdigar Hizbollah sina operationer mot Israel med motsvarande israeliska operationer mot civila libaneser och som proportionella svar på Israels ockupation av libanesiskt territorium. Många av dessa attacker skedde medan Israel ockuperade södra delen av Libanon och höll det som en säkerhetszon i strid mot FN:s säkerhetsråds resolution 425. Israel drog sig ur stora delar av Libanon år 2000, men Libanon anser sig ha rätt till den omstridda Shebaadalen — ett 26 km² stort landområde. Dessutom har Hizbollah identifierat tre libanesiska fångar som hålls i israeliska fängelser som det vill få frigivna. Slutligen anser Hizbollah att israel är en illegitim stat. Av dessa skäl anser många i Arabvärlden att de handlingar som Hizbollah utför mot Israel är rättfärdigade som defensivt jihad. Fastän några arabländer (Egypten, Jordanien och Saudiarabien) har fördömt Hizbollahs aktioner, med uttalanden som "araberna och muslimerna har inte råd att tillåta en oansvarig och äventyrlig organisation som Hizbollah att dra in regionen i krig", och kallat Hizbollahs verksamhet "farlig äventyrspolitik," uppfattas Hizbollah som en legitim motståndsrörelse i stora delar av det libanesiska samhället och den arabiska och muslimska världen.

## Ideologi
Den 16 februari 1985 offentliggjorde sheik Ibrahim al-Amin Hizbollahs program. Enligt detta program (med titeln "Ett öppet brev: Hizballahs program") är organisationens tre målsättningar:
- Att driva ut amerikaner, fransmännen och deras allierade fullständigt från Libanon, och göra slut på varje kolonialistisk enklav i Libanon.
- Att överlämna falangisterna till en rättvis makt och ställa dem alla inför rätta för de brott de har utfört mot muslimer och kristna.
- Att tillåta alla söner av vårt folk att bestämma sin framtid och i full frihet välja det styrelseskick de önskar. Vi uppmanar dem alla att välja alternativet en islamisk regering, som ensam har förmåga att garantera rättvisa och frihet åt alla. Endast en islamisk regim kan stoppa alla framtida försök till imperialistisk infiltration i vårt land.

Programmet från 1985 tydliggör att Hizbollah avser att använda vapenmakt för att uppnå dessa mål och formulerar sina argument för denna åtgärd med hjälp av defensivt jihad.

### Hizbollahs shia-islamiska doktrin
Hizbollah bildades i början av 1980-talet, till stor del med hjälp av ayatolla Khomeinis anhängare, med syftet att sprida islamisk revolution. Det följer en distinkt ver:sion av islamisk shiaideologi ("Willayat Al-Faqih") som har utvecklats av Khomeini, ledaren för den islamiska revolutionen i Iran.
Översatta utdrag från Hizbollahs ursprungliga program från 1985 lyder:
| ” | Vi är sönerna av umman (den muslimska gemenskapen) ... ... Vi är en ummah kopplad till muslimerna i hela världen av den fasta doktrins- och religionsförbindelsen islam, vars budskap Gud ville skulle uppfyllas av profeternas sigill, det vill säga Muhammed. Vårt beteende dikteras för oss av juridiska principer som fastlagts av ljuset av en övergripande politisk föreställning definierad av den ledande juristen...Vad gäller vår kultur är den baserad på den heliga Koranen, sunna och domsluten från faqihn, som är vår källa till efterlevnad... | „ |

Hizbollah hade ursprungligen som målsättning att omforma Libanon till en islamisk stat, men detta mål har senare övergivits. Nasrallah har citerats med orden: "Vi anser att villkoret för en islamisk stat är att ha en överväldigande folklig önskan, och vi menar inte femtio procent plus en, utan en stor majoritet. Och detta är inte tillgängligt i Libanon och blir troligen aldrig det." Tvivel kvarstår dock. Sedan den tidpunkten har Hizbollah omformats från en revolutionär rörelser till en samhällspolitisk rörelse av libanesiska shiiter och har accepterat den multikulturella situationen i Libanon. Denna transformering kallas "libanonisering". Hizbollah är dock inte nöjda med de kvoter för olika konfessionella grupper som fastslås i Taifavtalet, på grund av att shiiternas ställning i staten är lägre än deras andel av befolkningen. Hizbollah förespråkar ett system med en person–en röst, men avser inte att tvinga det på de andra grupperna.

### Attityder, uttalanden och handlingar rörande Israel
Från bildandet av Hizbollah till idag har utplåningen av staten Israel varit ett av organisationens främsta mål. Dess program från 1985 uppges säga "vår kamp tar slut först när denna entitet [Israel] är förintad." I en intervju med Washington Post sade Nasrallah: "Jag är mot varje försoning med Israel. Jag erkänner inte ens närvaron av en stat som heter 'Israel'." Under hela sin historia har Hizbollah också gjort uttalanden och utfört handlingar riktade mot USA, delvis på grund av USA:s stöd för Israel.
Israels ockupation av Shebaaområdet, samt närvaron av libanesiska fångar i israeliska fängelser, anges ofta som rättfärdigande – och hävdas som en förevändning, enligt många – för Hizbollahs fortsatta fientligheter mot Israel även efter Israels verifierade tillbakadragande från Libanon år 2000. Hizbollahs talesman Hassan Ezzedin hade dock detta att säga om ett israeliskt tillbakadragande från Shebaaområdet: "Om de lämnar Shebaa kommer vi inte att sluta bekämpa dem. ... Vårt mål är att befria Palestina till 1948 års gränser, ... De judar som överlever detta befrielsekrig kan åka tillbaka till Tyskland eller varhelst de kom från. De judar som bodde i Palestina före 1948 kommer att tillåtas leva som en minoritet och de kommer att tas om hand av den muslimska majoriteten."
Hizbollah har förklarat att det skiljer mellan sionism och judendom. Hizbollahs parlamentsledamot Abdallah Qussayr hävdade att "Hizbollah aldrig har varit emot religioner. Hizbollah stödjer alla religioner, det stödjer dialog mellan trosriktningar och har inget problem med någon religion. Hizbollah anser att sionismen är fienden, inte judarna som folk eller religion." Andra har tillskrivit Hassan Nasrallah antijudiska uttalanden. Nasrallah har citerats med orden "om [judarna] alla samlas i Israel, kommer det att bespara oss besväret att följa efter dem över hela världen." Charles Glass uppger däremot att Nasrallah inte har sagt något sådan.
I en intervju år 2003 besvarade Nasrallah frågor rörande de förnyade fredssamtalen mellan palestinierna och israelerna, och hävdade att han inte skulle blanda sig i vad han såg som "... främst en palestinsk fråga." I tal till sina anhängare ger han dock rationaliseringar för självmordsbombningar. På samma sätt när han 2004 tillfrågades om han var beredd att leva med en tvåstatslösning mellan Israel och Palestina sade Nasrallah åter att han inte skulle sabotera vad som slutligen är en "... palestinsk fråga". Han sade också att Hizbollah utanför Libanon endast skulle agera defensivt mot israeliska styrkor, och att Hizbollahs raketer anskaffades för att avvärja attacker mot Libanon.

## Organisation

Organisationskarta över Hizbollah, av Ahmad Nizar Hamzeh.

Det är omdiskuterat hur Hizbollahs organisation är beskaffad. Många Hizbollahledare har hävdat att rörelsen inte är en organisation, "eftersom dess medlemmar inte bär kort och inte uppbär några specifika ansvarsuppgifter", och att rörelsen inte har "en tydligt definierad organisationsstruktur."
Hizbollahexperten Magnus Ranstorp rapporterar dock att Hizbollah faktiskt har en formell styrande struktur, och i enlighet med principen i velayat-e faqih "koncentrera den all myndighet och makt" till dess religiösa ledare, vilkas beslut "flyter från ulama nedför hela gemenskapen." 
| ” | De högsta beslutande organen i Hizbollah var uppdelade mellan Majlis al-Shura (Rådgivande församlingen) som leddes av 12 högre präster med ansvar för taktiska beslut och översikt över Hizbollahs verksamhet i allmänhet runtom i Libanon, och Majlis al-Shura al-Karar (den Beslutande församlingen), ledd av Sheikh Muhammad Hussein Fadlallah och bestående av elva andra präster med ansvar för alla strategiska ärenden. Inom Majlis al-Shura fanns sju specialiserade kommittéer för ideologi, finanser, militär och politik, juridik, information och sociala ärenden. Majlis al-Shura och dessa sju kommittéer var sin tur avspeglade i vart och ett av Hizbollahs tre främsta operativa områden (Bekaadalen, Beirut och södern). | „ |

Eftersom Irans högste ledare är den högsta religiösa auktoriteten har Hizbollahs ledare vänt sig till honom "för vägledning i fall där Hizbollahs kollektiva ledning var för splittrad i ärenden och misslyckades med att nå konsensus." Efter att Irans första högsta ledare, Khomeini, dött, utvecklade Hizbollahs styrande organ en mer "självständig roll" och vände sig mindre ofta till Iran.

## Politisk verksamhet
Hizbollah representerar, tillsammans med Amalrörelsen, större delen av shiagemenskapen i Libanon. Till skillnad från Amal har dock Hizbollah inte avväpnat sig. Hizbollah deltar i Libanons parlament. I valet 2005 fick det 10,9 procent av parlamentsplatserna. Motstånds- och utvecklingsblocket, där Hizbollah ingår, fick alla 23 platser i södra Libanon, och totalt 35 platser, eller 27,3 procent av mandaten i hela landet. När kommunalval hölls under första hälften av 2004 fick Hizbollah kontroll över 21 procent av kommunerna.
Fastän Hizbollah hade gått med i den nya regeringen 2005 förblev man en kraftig motståndare till 14 mars-alliansen. I november 2006 krävde Hizbollah, Free Patriotic Movement (FPM) och Amalrörelsen gemensamt upprättandet av en "nationell enighetsregering", där de krävde nyval och en tredjedel av kabinettsplatserna, i praktiken veto. När förhandlingarna med regeringskoalitionen misslyckades avgick fem ministrar från Hizbollah och Amal från sina poster. Den 1 december 2006 påbörjade dessa grupper en serie politiska protester och sittstrejker i motstånd mot premiärminister Fouad Sinioras regering.

## Väpnad verksamhet
Hizbollah har en militär gren som kallas Al-Muqawama al-Islamiyya ("Det islamiska motståndet") och är möjlig sponsor för ett antal mindre kända militanta grupper, av vilka vissa kan vara fronter för Hizbollah självt.
FN:s säkerhetsråds resolution 1559 krävde att miliserna skulle avväpnas i och med Taifavtalet vid slutet av inbördeskriget i Libanon. Hizbollah avfärdade och protesterade mot resolutionen. Den militära konflikten med Israel 2006 har ökat kontroversen. Att inte avväpna utgör ett brott mot resolutionen och avtalet. De flesta shiiter anser att Hizbollahs vapen är en nödvändig och rättfärdigad del av motståndet, medan mindre än hälften av de andra religiösa grupperna stödjer tanken att Hizbollah borde behålla sina vapen efter Libanonkriget 2006.

### Bombningar, terrorism och kidnappningar
Hizbollah har anklagats av vissa länder för att vara ansvarigt för ett antal attacker och kidnappningar som har utförts sedan organisationen grundades i början av 1980-talet. Bland dessa finns:
- bombningen av USA:s ambassad i Beirut 1983[85]
- bombningarna mot amerikanska och franska styrkor i Beirut 1983,[82][84] som av USA hävdas vara ett verk av Hizbollah. I övrigt råder ingen enighet om vem som bär ansvaret[85]

- kidnappningar av västerländska, särskilt amerikanska, mål på 1980-talet,[84] mestadels anklagelser framförda av USA, Israel och Kanada, medan andra hävdar att andra grupper var ansvariga

- kapningen av TWA Flight 847 år 1985[82] av en grupp med påstådda kopplingar till Hizbollah

- anklagelserna från forskaren Robert A. Pape att "från 1982 till 1986 utförde Hizbollah 36 terroristattacker med totalt 41 självmordsbombare mot amerikanska, franska och israeliska politiska och militära mål i Libanon ... Sammantaget tog dessa attacker livet av 659 människor, av vilka de flesta var soldater som inte var i tjänst och saknade möjlighet att försvara sig, såsom de 241 amerikanska marinkårssoldater som blev dödade medan de sov."[86]
- attacken mot Israels ambassad i Buenos Aires i Argentina 1992.[82][84]
- bombningen av ett judiskt kulturcentrum i Argentina 1994.[82]

Dessa anklagelser förnekas av Hizbollah.

### Konflikt med Israel
Hizbollah har varit inblandat i flera fall av väpnad konflikt med Israel:
- Under konflikten i södra Libanon 1982–2000 förde Hizbollah ett gerillakrig mot israeliska styrkor som ockuperade södra Libanon. Det slutade med att Israel drog sig ur i enlighet med FN:s säkerhetsråds resolution 425 från 1978.[90] När deras förmenta allierade SLA kollapsade och Hizbollahs styrkor avancerade hastigt, drog de sig plötsligt tillbaka den 24 maj 2000 sex veckor före det utannonserade datumet 7 juli."[32] Hizbollah höll en segerparad, och dess popularitet i Libanon ökade.[91]
- Den 25 juli 1993, efter att sju israeliska soldater dödats i södra Libanon, satte Israel igång Operation Accountability (i Libanon känt som Sjudagarskriget), under vilket IDF genomförde sina kraftigaste artilleri- och luftattacker mot södra Libanon sedan 1982. Det uttalade syftet med operationen var att utrota det hot som Hizbollah utgjorde och att tvinga civilbefolkningen norrut till Beirut för att sätta press på Libanons regering att kuva Hizbollah. Striderna slutade när ett oskrivet samförstånd uppnåddes av de krigande parterna. Det förefaller som samförståndet från 1993 innebar att Hizbollahs stridande inte skulle skjuta raketer mot norra Israel, medan Israel inte skulle attackera civilbefolkning eller civila mål i Libanon.[92]
- I april 1996 inledde IDF Operation Grapes of Wrath, som syftade till att utplåna Hizbollahs bas i södra Libanon. Massakern den 18 april 1996 på över 100 libanesiska flyktingar på en FN-bas i Qana möttes av internationellt fördömande. Israels militär hävdade att massakern var ett misstag.[93] Slutligen undertecknade de två sidorna efter flera dagars förhandlingar en överenskommelse den 26 april 1996, som inbegrep en vapenvila mellan Israel och Hizbollah som skulle träda i kraft den 27 april. Båda sidor var eniga om att inte rikta sig mot civilbefolkningen, vilket innebar att Hizbollah skulle tillåtas att fortsätta sin militära verksamhet mot israeliska styrkor inom Libanon.[50][94]
- År 2001 förde Hizbollah bort och dödade 3 israeliska soldater, vilkas kroppar utbyttes mot libanesiska fångar 2004.
- Hizbollah grep 2006 tre IDF-soldater i närheten av den israelisk-libanesiska gränsen vilket utlöste Libanonkriget 2006.[95]
- Libanonkriget 2006 var en 34 dagar lång militär konflikt i Libanon och norra Israel. De huvudsakliga parterna var Hizbollahs paramilitära styrkor och Israels militär. Konflikten började den 12 juli 2006 och fortsatte tills en FN-medlad vapenvila trädde i kraft den 14 augusti 2006. Hizbollah utförde tusentals attacker med katiusjaraketer mot orter i norra Israel, Israel flygbombarderade Libanesiska städer med bland annat multipelbomber.

### Syriska inbördeskriget
Hizbollah deltar sedan 2012 med stridande trupp i det syriska inbördeskriget på Assad-regimens sida. Mellan 2012 och 2015 har uppemot tvåtusen Hizbollah-soldater stupat och femtusen sårats. Hizbollah har aktivt bekämpat alla försök av anti-Assadstyrkor att använda sig av libnesiskt territorium. Hizbollah har också tjänstgjort som iransk ställföreträdare i området. Vid ett antal tillfällen har Hizbollahs vapenkonvojer i Syrien angripits, något som Israel anklagats för. Angrepp mot dessa konvojer har också utförts av Jabhat al-Nusra. Hizbollahs stöd för Assad har gjort att man förlorat det stöd man hade från sunnimuslimer i sin kamp mot Israel och förvandlat den till en strikt shiitisk sekteristisk organisation. Hizbollahs intervention i Syrien fördömdes 2013 av 14 mars-rörelsen för att den hotade att dra in Libanon i det syriska inbördeskriget.

### Vapenutrustning och numerär
Hizbollah har inte avslöjat sin väpnade styrka. Det har uppskattats av Mustafa Alani, säkerhetschef vid det Dubai-baserade Gulf Research Centre, att Hizbollahs militära styrka består av ungefär 1 000 medlemmar på heltid, tillsammans med ytterligare 6 000–10 000 frivilliga. Enligt iranska källor har Hizbollah uppemot 65 000 stridande soldater. Dess militära styrka anses vara större än Libanons armé.
Hizbollah har Katiusja-raketer, som har en räckvidd på 29 km och bär en stridsspets på 15 kg. Hizbollah har också omkring 100 robotar med lång räckvidd. Bland dessa finns de iransktillverkade Fajr-3 och Fajr-5, den senare med en räckvidd på 75 km, vilket gör det möjligt att nå den israeliska hamnstaden Haifa, och Zelzal-1, med en uppskattad räckvidd på 150 km, som kan nå Tel Aviv. Fajr-3-robotar har en räckvidd på 40 km och en 45 kilograms stridsspets, och Fajr-5-robotar, som når upp till 72 km, har också 45 kilograms stridsspetsar.
Enligt olika rapporter har Hizbollah pansarvärnsrobotar, nämligen de rysktillverkade 9K11 Maljutka, 9K111 Fagot, 9M113 Konkurs, 9K115-2 Metis-M, 9M133 Kornet, iransktillverkade Ra'ad (version av Maljutka), Towsan (version av Konkurs), Toophan (version av BGM-71 TOW) och europeisktillverkade MILAN-robotar. Dessa vapen har använts mot israeliska soldater och orsakat många av Israels förluster under Libanonkriget 2006.
Hizbollah har luftvärnsvapen som luftvärnskanon ZU-23 och luftvärnsrobotarna Strela 2 och, som kan bäras och avfyras från skuldran. Ett av de mest effektiva vapnen som har använts av Hizbollah har varit sjömålsroboten C-802.
Under Libanonkriget 2006 avfyrade Hizbollah 3 970 raketer in i norra Israel under loppet av en månad, med 43 civila israeliska dödsfall som följd. Hizbollahs företrädare har sagt att gruppens arsenal har återhämtat sig fullständigt från det tidigare kriget. Under den demonstration som hölls kort efter vapenvilan förklarade Hizbollahs generalsekreterare Hassan Nasrallah att gruppen har "över 20 000 raketer tillgängliga." Han talade också tillbakablickande om kriget och sade "Tel Aviv eller någon annanstans, vi var säkra på att vi kunde nå vilket hörn som helst eller ställe i det ockuperade Palestina och nu är vi säkra på att vi kan nå dem."(SIC) Nasrallah har också antytt att Hizbollahs raketstyrka blev starkare under månaderna efter Libanonkriget 2006 än den hade varit under själva kriget.

### Målbedömning
Hizbollah har inte varit inblandad i någon självmordsbombning sedan Israel drog sig tillbaka från Libanon. Efter 11 september-attackerna fördömde Hizbollah Al Qaida för att ha riktat sig mot det civila målet World Trade Center, men förhöll sig tyst om attacken mot Pentagon, som de vare sig stödde eller motsatte sig. Hizbollah tog även avstånd från GIA:s massakrer i Algeriet, Al-Gama’a al-Islamiyyas attacker mot turister i Egypten, och mordet på Nick Berg. I en intervju med Washington Post år 2006 fördömde Nasrallah våld mot civila amerikaner.
Fastän Hizbollah har tagit avstånd från vissa attacker på civila västerlänningar anklagas organisationen av vissa för bombningen av en synagoga i Argentina 1994. Den argentinske åklagaren Alberto Nisman, Marcelo Martinez Burgos, och deras "ungefär 45 medarbetare" hävdade att Hizbollah och deras kontakter i Iran bar ansvaret för bombningen av ett judiskt kulturcentrum i Argentina 1994, där "åttiofem personer dödades och över 200 andra sårades." I juni 2002, kort efter att Israels regering satte igång Operation Defensive Shield höll Nasrallah ett tal där han försvarade och hyllade självmordsbombningar mot israeliska mål av medlemmar av palestinska grupper för att de "skapar en avskräckning och utjämnande rädsla." Nasrallah hävdade att "i ockuperade Palestina finns ingen skillnad mellan en soldat och en civilperson, för de är alla inkräktare och ockupanter som har tillskansat sig marken."

## Attacker mot Hizbollah
Hizbollah har också varit mål för bombningar och kidnappningar. Bland dessa finns:  
- En bilbomb i Beirut 1985 riktades mot Hizbollahledaren Mohammad Hussein Fadlallah, men mordförsöket misslyckades. Det har hävdats att CIA var ansvarigt för denna attack.[119]

- Sheikh Abdul Karim Obeid utsattes för ett misslyckat förgiftningsförsök 1987. Abdul insjuknade dock bara en kort tid. Det sägs att föremålet som förgiftats var en chokladbit. Vilka som var ansvariga för attacken är okänt.

- Den 28 juli 1989 kidnappade israeliska kommandosoldater Sheikh Abdul Karim Obeid, ledaren för Hizbollah.[120] Detta ledde till att FN:s säkerhetsråd antog resolution 638, som fördömde allt gisslantagande från alla parter.

- År 1992 attackerade israeliska helikoptrar en bilkonvoj i södra Libanon och dödade Hizbollahledaren Abbas al-Musawi, hans hustru, son, och fyra andra.[32]

## Medieverksamhet
Hizbollah driver en satellit-TV-station, Al-Manar TV ("Fyren"), en radiostation al-Nour ("Ljuset") och en månatlig tidskrift Kabdat Alla ("Guds näve"). Al-Manar sänder från Beirut i Libanon. Stationen startades av Hizbollah 1991 med hjälp av iransk finansiering. Al-Manar, självutnämnd "Motståndets station" (qanat al-muqawama), är en nyckelspelare i det som Hizbollah kallar sin "psykologiska krigföring mot den sionistiska fienden" och en del av Hizbollahs plan att sprida sitt budskap till hela arabvärlden.
Al-Manars sändningar i Frankrike är förbjudna på grund av gynnande av förintelseförnekelse, vilket är brottsligt i Frankrike. USA listar TV-nätverket Al-Manar som en terroristorganisation.
Material som syftar till att ingjuta nationalistiska och islamiska principer i barn är en aspekt av Hizbollahs medieverksamhet. Hizbollahs central Internetbyrå släppte 2003 ett TV-spel med titeln Special Force, där spelarna bedriver krig mot israeliska inkräktare och segraren blir landshjälte på jorden och martyr i himlen.

## Social verksamhet
Hizbollah organiserar också omfattande program för social utveckling, driver sjukhus, nyhetstjänster och skolor. De sociala verksamheterna har en central roll i partiets program. De flesta experter anser att Hizbollahs socialtjänst och sjukvårdsverksamhet omsätter hundratals miljoner dollar om året.
Några av dess etablerade institutioner är: Emdadkommittén för islamisk välgörenhet, Hizbollahs centrala presskontor, föreningen Al Jarha och föreningen Jihad Al Binna. Jihad Al Binnas kampanj för återuppbyggnad ansvarar för många projekt för utveckling av ekonomi och infrastruktur i Libanon. Hizbollah har upprättat ett martyrinstitut (sociala föreningen Al-Shahid), som åtar sig att tillhandahålla levnadsomkostnader och utgifter för skolgång till familjer till personer som dör i strid.
I mars 2006, anmärkte en IRIN-nyhetsrapport från UNHCR:
"Hizbollah har inte bara väpnade och politiska grenar - det ståtar också med ett omfattande program för social utveckling. Hizbollah driver för närvarande minst fyra sjukhus, tolv kliniker, tolv skolor och två jordbrukscentrum som tillhandahåller tekniskt stöd och utbildning till bönder. Det har också ett miljödepartement och ett omfattande socialhjälpsprogram. Sjukvården är också billigare än i de flesta av landets privata sjukhus och gratis för medlemmar i Hizbollah."
Enligt CNN gjorde Hizbollah "allt som en stat borde göra, från att samla sopor till att driva sjukhus och reparera skolor." I juli 2006 under kriget mot Israel, när det inte fanns rinnande vatten i Beirut, ordnade vattentillförseln runt staden. "Människor här [i södra Beirut] ser Hizbollah som en politisk rörelse och en socialtjänst lika mycket som det är en milis, i denna traditionellt fattiga shiabefolkning." Efter kriget konkurrerade Hizbollah med den libanesiska regeringen om att rekonstruera förstörda områden. Enligt analytiker som den amerikanska universitetsprofessorn Judith Swain Harik har Jihad Al Binna vunnit den första striden om hjärtan och sinnen, till stor del eftersom de är de mest erfarna i Libanon på området återuppbyggnad.

## Finansiering
Hizbollahs finansiella stöd är en kontroversiell fråga. Kritiker hävdar att organisationen får, eller har fått, omfattande stöd med tiotals miljoner dollar om året från Iran. Hizbollah vidhåller att den huvudsakliga källan till dess inkomster kommer från donationer från muslimer.
Shiiter i Libanon gör ofta zakat-bidrag omedelbart efter bön och ger en ytterligare gåva i gåvolåda för Hizbollah. Hizbollah mottar också ekonomiskt och politiskt stöd, samt vapen och träning, från Iran. USA uppskattar att Iran har givit Hizbollah ungefär 60–100 miljoner amerikanska dollar om året i finansiellt stöd.
Hizbollah har i stor utsträckning varit beroende av finansiering från shiitiska libanesiska diasporan i Västafrika, USA och, särskilt, området där Paraguay, Argentina och Brasilien möts. Företrädare för USA:s polismakt hävdar att smugglare av olagliga cigaretter i USA kanaliserar miljontals dollar till Hizbollah.

### Droghandel
Hizbollah finansierar sin verksamhet bland annat genom att smuggla narkotika.

## Utrikesrelationer
Hizbollah har nära förbindelser med Iran. De har också band till den alawitiska ledningen i Syrien, särskilt till president Hafez al-Assad (till dennes död 2000) och hans son och efterträdare Bashar al-Assad. Fastän Hizbollah och Hamas inte har organisatoriska kopplingar tillhandahåller Hizbollah militär träning samt ekonomiskt och moraliskt stöd till denna sunnitiska palestinska grupp. Huruvida det har förekommit samarbete eller någon relation mellan Hizbollah och al-Qaida har ifrågasatts. Hizbollahs ledare förnekar att de har eller har haft förbindelser med al Qaida. Dessutom anser vissa al Qaida-ledare, som Abu Musab al-Zarqawi och wahhabitiska  präster ser Hizbollah som avfällingar. Säkerhetstjänstemän i USA spekulerar om att det har förekommit kontakter mellan Hizbollah och al Qaida-företrädare på låg nivå som har flytt från Afghanistan till Libanon.

### Tyskland
I april 2020 klassade tyska myndigheter den libanesiska islamistgruppen Hizbollah som en terroristorganisation. Tidigare särskiljde myndigheterna på den politiska och den väpnade grenarna, men i och med beslutet klassades organisationen i sin helhet som en terroristorganisation. Beslutet togs efter att israeliska säkerhetstjänsten delade med sig av information till sin tyska motsvarighet om var Hizbollah förvarade hundratals kilo sprängmedel och underrättelse om penningtvätt-nätverk.

## Andra perspektiv

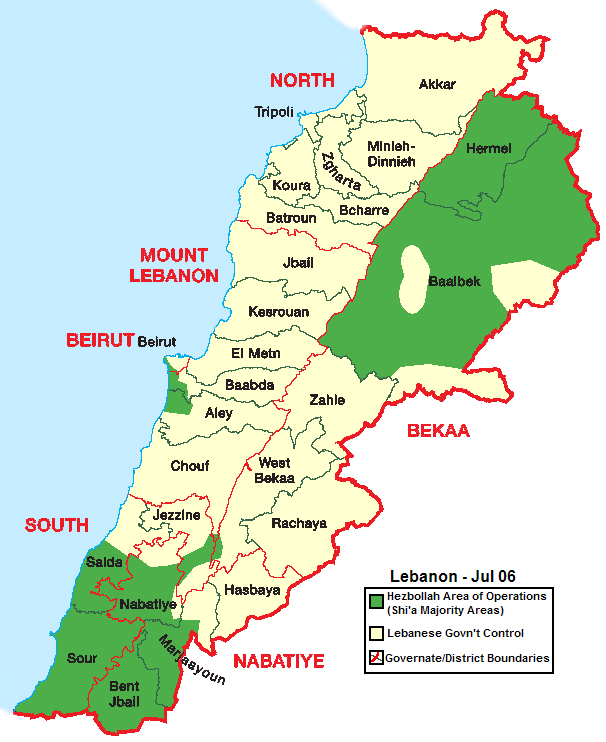
Områden i Libanon med majoritet shiiter, där Hizbollah är mest framträdande

### Folkopinion
I stora delar av arabvärlden ses Hizbollah som en legitim motståndsrörelse som har försvarat sitt land mot en israelisk ockupationsstyrka och genomgående har stått upp mot den israeliska armén.
Enligt en opinionsmätning som publicerades av "Beirut Center for Research and Information" den 26 juli under Libanonkriget 2006 stödde 87 procent av libaneserna Hizbollahs kamp mot Israel. Detta var en ökning med 29 procentenheter från en liknande mätning som genomfördes i februari. 80 procent av de kristna som tillfrågades stödde Hizbollah, tillsammans med 80 procent av druserna och 89 procent av sunniterna.
I en opinionsmätning som genomfördes bland vuxna libaneser 2004 gav 6 procent av de svarande okvalificerat stöd till uttalandet "Hizbollah borde avväpnas". 41 procent angav okvalificerad oenighet med uttalandet.
En opinionsmätning bland boende på Gazaremsan och Västbanken antydde att 79,6 procent hade "en mycket bra syn" på Hizbollah.
Opinionsmätningar bland vuxna jordanier i december 2005 och juni 2006 visade att 63,9 procent respektive 63,3 procent ansåg att Hizbollah var en legitim motståndsorganisation. I mätningen från december 2005 ansåg 6 procent av vuxna jordanier att Hizbollah är terrorister.
En opinionsmätning som utfördes av USA Today/Gallup i juli 2006 fann att 83 procent av de 1 005 tillfrågade amerikanerna beskyllde Hizbollah, åtminstone delvis, för Libanonkriget 2006, jämfört med 66 procent som i någon utsträckning skyllde på Israel. Dessutom ogillade 76 procent den militära aktion som Hizbollah genomförde i Israel, jämfört med 38 procent som ogillade Israels militära aktion i Libanon. En opinionsmätning från augusti 2006 som genomfördes av ABC News och Washington Post fann att  68 procent av de 1 002 tillfrågade amerikanerna åtminstone delvis skyllde de civila förlusterna i Libanon under kriget 2006 på Hizbollah, jämfört med 31 procent som i någon mån skyllde på Israel. En annan mätning i augusti 2006, utförd av CNN, visade att 69 procent av de 1 047 amerikaner som tillfrågades ansåg att Hizbollah är ovänligt sinnat mot, eller en fiende till, USA.

### Betecknande som terroristorganisation
Olika regeringar är oeniga om Hizbollahs ställning som legitim politisk enhet, en terroristgrupp eller både och. Genomgående i större delen av arabvärlden och den muslimska världen uppskattas Hizbollah som en legitim motståndsrörelse.
Länderna nedan har officiellt listat Hizbollah till åtminstone någon del som en terroristorganisation.
| Australien     | Hizbollahs organisation för yttre säkerhet | [ 164 ]         |
| Kanada         | Hela organisationen Hizbollah              | [ 165 ]         |
| Israel         | Hela organisationen Hizbollah              | [ 166 ] [ 167 ] |
| Nederländerna  | Hela organisationen Hizbollah              | [ 168 ] [ 169 ] |
| Storbritannien | Hizbollahs organisation för yttre säkerhet | [ 170 ]         |
| USA            | Hela organisationen Hizbollah              | [ 171 ]         |

År 2002 citerades tjänstemannen vid USA:s utrikesdepartement Christopher Ross när han förklarade att medan "Hizbollah-partiet och några av dess medlemmar utförde terrordåd tidigare", var "de handlingar som det utförde mot de israeliska styrkorna i södra Libanon inte terrorhandlingar."
Europeiska unionen listar inte Hizbollah, eller någon grupp inom organisationen, som "terroristorganisation", men den 10 mars 2005 antog Europaparlamentet en icke bindande resolution som erkände "tydlig bevisning" för "terroristaktiviteter av Hizbollah" och uppmanade Europeiska unionens råd att beteckna Hizbollah som en terrororganisation och EU:s regeringar att sätta upp Hizbollah på sina svartlistor över terrorister, liksom unionen gjorde med den palestinska gruppen Hamas år 2003. Rådet har dock varit tveksamt inför att göra detta, eftersom Frankrike, Spanien och Storbritannien fruktar att en sådan åtgärd skulle skada utsikterna till fredssamtal i Mellanöstern ytterligare. Europeiska unionens råd benämner Imad Mugniyah terrorist, och hävdar att han är Hizbollahs "högste säkerhetsbefäl". Mitt under konflikten mellan Hizbollah och Israel 2006 avböjde Rysslands regering att ta med Hizbollah i en nyligen utfärdad lista över terroristorganisationer, och FSB:s chef Jurij Sapunov, sade att de endast listar organisationer som utgör "det största hot mot vårt lands säkerhet". Innan listan offentliggjordes uppmanade Rysslands försvarsminister Sergej Ivanov "Hizbollah att sluta tillgripa terroristmetoder, däribland att angripa grannstater."
Kvartettens fjärde medlem, FN, upprätthåller ingen sådan lista.
Vissa andra länder har kritiserat Hizbollah och angivit terroristhandlingar, utan att hålla en sådan lista. Argentinska åklagare håller Hizbollah och deras ekonomiska bidragsgivare i Iran ansvariga för bombningen 1994 av ett judiskt kulturcentrum, som beskrevs av Associated Press som "den värsta terroristattacken på argentinsk mark", där "åttiofem personer dödades och mer än 200 andra sårades." Den 24 februari 2000 fördömde Frankrikes premiärminister Lionel Jospin Hizbollahmedlemmars attacker mot israeliska styrkor i södra Libanon, och hävdade att de är "terrorism" och inte motståndshandlingar. "Frankrike fördömer Hizbollahs attacker, och alla sorters terroristangrepp som kan utföras mot soldater, eller möjligen mot Israels civilbefolkning." Den 29 augusti 2006 skilde Italiens utrikesminister  Massimo D'Alema mellan Hizbollahs grenar: "Förutom deras välkända terroristverksamhet har de även politisk ställning och är socialt engagerade." Tyskland upprätthåller ingen oberoende lista över terroristorganisationer, utan väljer istället att anta EU:s gemensamma lista. Tyska tjänestemän har dock antytt att de troligen skulle stödja ett betecknande av Hizbollah som terroristorganisation.